# Jean Félix Dorothée
Jean-Félix Dorothée (Le Blanc-Mesnil, 2 d'octubre de 1981) és un futbolista professional francès, que ocupa la posició de defensa.
Ha militat a l'Stade Rennais FC francés, al València CF i al Mouscron belga. Des del 2009 juga amb l'Alfortville, un modest equip de França.
Ha estat internacional amb la selecció francesa sub-20, amb qui va guanyar l'Europeu de l'any 2000. Per la seua ascendència, la selecció de Guadalupe ha estat interessada a comptar amb el defensa, sense que encara haja debutat a causa d'una lesió.